# Feliks Dunin
Feliks Dunin (ur. 1800 w Wywozie, zm. 10 listopada 1886 w Lublinie) – oficer wojsk Królestwa Polskiego, uczestnik powstania listopadowego, inżynier.

## Życiorys
Urodził się w 1800 w Wywozie w rodzinie Mikołaja. W 1818 wstąpił do Szkoły Aplikacyjnej i w 1822 został podporucznikiem w korpusie inżynierów. W 1829 brał udział w wojnie z Turcją.
Brał udział w powstaniu listopadowym i został awansowany do stopnia kapitana. Po upadku powstania pracował jako inżynier w Rawie, a następnie brał udział w demarkacji granicy między Królestwem a Śląskiem. Odznaczony orderem św. Włodzimierza 4 klasy oraz orderem św. Anny 2 klasy.
W 1843 został zatrudniony jako inżynier guberni podlaskiej, w 1847 guberni lubelskiej i w 1860 guberni warszawskiej. W 1869 dostał znak honorowy za 25 lat nieskazitelnej służby oficerskiej.
Żonaty z Hortensją Żmichowską, siostrą Narcyzy, miał jednego syna Henryka. Zmarł w Lublinie 10 listopada 1886 i tam został pochowany.